# 판교대장로
판교대장로(Pangyodaejang-ro)는 경기도 성남시 분당구 운중동 대장나들목과 경기도 성남시 분당구 운중동 서판교터널을 잇는 도로이다. 성남판교대장도시개발사업 지역의 간선 도로이다.

## 연혁
- 2021년 5월 12일: 도로명을 판교대장로로 고시
- 2021년: 개통

## 주요 경유지
경기도
- 성남시 분당구 (운중동)

## 노선
| 이름                  | 접속 노선                                      | 소재지        | 소재지        | 소재지        | 소재지        | 비고          |
| 두밀로와 직결         | 두밀로와 직결                                  | 두밀로와 직결 | 두밀로와 직결 | 두밀로와 직결 | 두밀로와 직결 | 두밀로와 직결 |
| --------------------- | ---------------------------------------------- | ------------- | ------------- | ------------- | ------------- | ------------- |
| 대장 나들목           | 지방도 제334호선 (동막로) 고기로 판교대장로1길 | 경기도        | 성남시        | 분당구        | 운중동        |               |
| (이름 없음)           | 판교대장로2길 판교대장로3길                    | 경기도        | 성남시        | 분당구        | 운중동        |               |
| (이름 없음)           | 판교대장로2길 판교대장로4길                    | 경기도        | 성남시        | 분당구        | 운중동        |               |
| (이름 없음)           | 판교대장로5길                                  | 경기도        | 성남시        | 분당구        | 운중동        |               |
| (이름 없음)           | 판교대장로6길                                  | 경기도        | 성남시        | 분당구        | 운중동        |               |
| (이름 없음)           | 판교대장로5길 판교대장로7길                    | 경기도        | 성남시        | 분당구        | 운중동        |               |
| (이름 없음)           | 판교대장로7길 두밀로                           | 경기도        | 성남시        | 분당구        | 운중동        |               |
| 서판교터널            |                                                | 경기도        | 성남시        | 분당구        | 운중동        |               |
| (이름 없음)           | 두밀로                                         | 경기도        | 성남시        | 분당구        | 운중동        |               |
| 판교원로82번길과 직결 |                                                |               |               |               |               |               |